# Айзенберг, Юлиан Борисович
Юлиан Борисович Айзенберг (род. 8 апреля 1931, Киев) — советский и российский инженер, специалист в области световых приборов, доктор технических наук, профессор, действительный член Академии электротехнических наук, главный научный сотрудник Всесоюзного научно-исследовательского, технологического и светотехнического института (ВНИСИ). Заслуженный изобретатель РФ, лауреат премии «Почёт и признание поколений».

## Биография
Юлиан Айзенберг родился в 8 апреля 1931 года в Киеве. Через год переехал в Москву в связи с переводом отца. Во время Великой Отечественной войны с 1943 по 1944 годы был в эвакуации в городе Туринске. В 1948 году окончил школу № 312 города Москвы и поступил в Московский энергетический институт на факультет электровакуумного производства автоматики и телемеханики (ЭВПФ).
В 1954 году окончил с отличием кафедру светотехники Московского энергетического института и распределён во Всесоюзный научно-исследовательский светотехнический институт (ВНИСИ).
Во ВНИСИ работал заведующим лабораторией, начальником отдела световых приборов и освещения промышленных и общественных зданий, главным научным сотрудником. В 1963 году защитил кандидатскую диссертацию, в 1986 — докторскую диссертацию.
Основные исследования связаны с системной разработкой световых приборов, принципами и методами их классификации, расчетом срока службы.
Совместно с Г. Б. Бухманом выдвинул и запатентовал идею создания одного из новых направлений светотехнической науки и техники — «Полые световоды». Создал творческий коллектив, разработавший и внедривший в производство, применение и реализацию на важнейших объектах страны более 52 тыс. систем освещения с полыми световодами. Благодаря использованию полых световодов Ю.Б. Айзенбергом совместно с Г.Б. Бухманом и В.П. Пятигорским были осуществлены работы по освещению всех новейших цехов по производству сверхвзрывоопасных материалов, а также особо чистых и термоконстантных цехов электронной промышленности.
Ю.Б. Айзенбергом совместно с В. В. Барминым и Р. Ю. Яремчуком разработаны и внедрены в производство массовые серии светильников для крупнейших промышленных сооружений, где требуется создание высоких уровней освещённости и качества освещения, при этом приборы для помещений не только с нормальными, но и с тяжёлыми условиями среды.
Под руководством Ю. Б. Айзенберга разработано более 40 серий светильников для промышленных и общественных зданий, внедрены в производства на 21 предприятиях различных министерств и ведомств, в количестве 110 млн приборов.

## Издательская деятельность

### Журнал «Светотехника»
В 1969 года Ю.Б. Айзенберг возглавил научно-технический отдел журнала «Светотехника» в качестве главного редактора издания. Благодаря активной позиции журнала, проведению 22 читательских конференций за первые десять лет работы, привлечению зарубежных ведущих учёных к публикации в журнале, его авторитет и роль в развитии светотехнической науки и промышленности значительно возросла, а тираж возрос с 5 000 до 11 500 экз. в 1986 г.
«Светотехника» вошёл в число лучших технических журналов и стал одним победителем конкурса научно-технических журналов, проведённого Министерством науки и образования в 2018—2019 гг.
В 1993 году Ю.Б. Айзенберг основал и начал издавать в Нью-Йорке англоязычную версию журнала «Светотехника» — журнал Light & Engineering. С 2000 года его издание переведено в Москву.

### Справочная книга по светотехнике
В 1983 г. Ю. Б. Айзенберг основал серию книг — энциклопедий по светотехнике под названием «Справочная книга по светотехнике», которая выдержала уже четыре издания (в 1983, 1995, 2006 и 2019 годах).

## Интересные факты
В годы Великой Отечественной войны проживал в Москве. Проект столичного музея «Огни Москвы», посвящённый истории осветительных приборов, сохранил воспоминания жителей Москвы, проживавших в то время рядом с музеем по Армянскому переулку и близлежащим улицам. Ю. Б. Айзенберг поделился воспоминаниями о том, как в годы войны его дом от разрушения авиационной 500-килограмовой бомбой спасла стоящая в подвале большая бочка с вином треста «Арарат»: бомба, пробившая все этажи, угодила в подвал и упала в ёмкость, наполненную вином, но не разорвалась и была извлечена с помощью подъёмного крана.

## Награды
Ю. Б. Айзенберг награждён орденом Трудового Красного Знамени, медалью «За доблестный труд в ознаменование 100-летия В. И. Ленина», а также Большой золотой, тремя золотыми и серебряной медалями ВДНХ.
В 1992 году получил звание «Заслуженный изобретатель РФ». В 1993 году получил звание действительного члена Академии электротехнических наук.
В 2021 году удостоен знака отличия в светотехнической отрасли — общественным орденом «За высокие достижения в развитии отрасли», который был введён Ассоциацией Производителей Светодиодов и Систем.
В 2022 году награждён медалью Ордена «За заслуги перед Отечеством II степени».

## Труды
Ю. Б. Айзенбергом опубликовано 11 книг по светотехнике, в том числе 6 учебных изданий, 650 научных статей и 71 патент и авторское свидетельство, а также более 100 популярных брошюр серий «Что нового в светотехнике», «Новости зарубежной светотехники» и др.
- Более 10 монографий, в том числе на английском языке[9]
- Осветительные приборы с люминесцентными лампами, М., 1968;
- Световые приборы, М., 1980;
- Справочная книга по светотехнике, М., 1983;
- Основы конструирования световых приборов, М., 1994.